# Tournan
Tournan ist eine französische Gemeinde mit 178 Einwohnern (Stand 1. Januar 2022) im Département Gers in der Region Okzitanien. Sie gehört zum Kanton Val de Save und zum Arrondissement Auch.
Nachbargemeinden sind Simorre im Nordwesten, Sabaillan im Nordosten, Cadeillan im Osten, Boissède im Südosten, L'Isle-en-Dodon im Süden, Molas im Südwesten und Villefranche im Westen.

## Bevölkerungsentwicklung
| Jahr                       | 1962 | 1968 | 1975 | 1982 | 1990 | 1999 | 2008 | 2016 |
| -------------------------- | ---- | ---- | ---- | ---- | ---- | ---- | ---- | ---- |
| Einwohner                  | 232  | 201  | 193  | 180  | 182  | 178  | 198  | 182  |
| Quellen: Cassini und INSEE |      |      |      |      |      |      |      |      |